# Lawson Craddock
Gregory Lawson Craddock, nascido a 20 de fevereiro de 1992 em Lovaina, é um ciclista estadounidense, membro da equipa EF Education First Pro Cycling Team.

## Biografia
Destacou em categoria júnior em 2010 convertendo-se no campeão dos Estados Unidos em linha e em contrarrelógio nessa categoria. Ademais nesse mesmo ano ganhou duas etapas e a genal do Troféu Karlsberg e terminou 3º da Paris-Roubaix juniors, duas provas da Copa das Nações Juniores.
Graças aos seus bons resultados, assinou em 2011 com a equipa Trek Livestrong U23 renomeado Bontrager Cycling Team.
A 22 de agosto de 2013 anunciou-se o seu contrato pelo Argos-Shimano, face à temporada de 2014 quando a equipa passa a se denominar Giant-Shimano.
Durante a primeira metade de 2014 participa em várias competições de categoria continental, destacando o seu 3º posto no Volta a Califórnia de 2014 e a sua vitória entre os jovens. Em junho participa na Volta à Suíça de 2014, a sua primeira participação numa carreira da máxima categoria UCI. Fez a sua estreia numa grande volta na Volta a Espanha de 2014, posteriormente abandonaria a carreira na etapa 14°.

## Palmarés
2011
- 1 etapa do Triptyque des Monts et Châteaux
- 1 etapa do Tour de Guadalupe

2012
- 1 etapa do Tour de Gila

2013
- 1 etapa do Triptyque des Monts et Châteaux

## Resultados nas grandes voltadas
| Carreira           | 2011 | 2012 | 2013 | 2014 | 2015 | 2016 | 2017 | 2018 | 2019 |
| ------------------ | ---- | ---- | ---- | ---- | ---- | ---- | ---- | ---- | ---- |
| Giro d'Italia      | -    | -    | -    | -    | -    | -    | -    | -    | -    |
| Tour de France     | -    | -    | -    | -    | -    | 124º | -    | 145º | -    |
| Volta a Espanha    | -    | -    | -    | Ab.  | 42º  | -    | -    | -    | -    |
| Mundial em Estrada | -    | -    | -    | -    | 109º | -    | -    | -    | -    |

-: não participa

Ab.: abandono

## Equipas
- Trek Livestrong U23 (2011)
- Bontrager (2012-2013)
  - Bontrager-Livestrong Team (2012)
  - Bontrager Cycling Team (2013)
- Giant (2014-2015)
  - Team Giant-Shimano (2014)
  - Team Giant-Alpecin (2015)
- Cannondale/EF (2016-)
  - Cannondale Pro Cycling Team (2016)
  - Cannondale-Drapac Pro Cycling Team (2016-2017)
  - EF Education First-Drapac (2018)
  - EF Education First Pro Cycling Team (2019)